# Resolutie 2392 Veiligheidsraad Verenigde Naties
Resolutie 2392 van de Veiligheidsraad van de Verenigde Naties werd unaniem door de VN-Veiligheidsraad aangenomen op 14 december 2017, en verlengde de VN-vredesmacht in Zuid-Soedan met drie maanden.

## Standpunten
Na vijf jaar burgeroorlog bleef de situatie in Zuid-Soedan verergeren, en alle partijen in het conflict waren daar verantwoordelijk voor. Noodhulpleveringen werden gehindered, een door de overheid voorgestelde wapenstilstand werd door henzelf niet nagekomen en belangrijke onderdelen van het vredesakkoord uit 2015 bleven dode letter.
De Amerikaanse president Donald Trump wilde besparen op de VN-vredesmachten. Zijn VN-gezant Nikki Haley zei dat zelfs de regering van Zuid-Soedan niet meewerkte, en de missie daarom herzien moest worden. VN-secretaris-generaal António Guterres wilde de vredesmachten hervormen. Hij zei dat "soms troepen gestuurd werden naar plaatsen waar geen vrede was om te handhaven". UNMISS telde toen ruim 14.000 manschappen en kostte circa 900 miljoen euro per jaar.
De vredesmacht in Zuid-Soedan lag ook onder vuur na verschillende incidenten waarbij de blauwhelmen nalieten burgers te beschermen tijdens gevechten. Bij zo'n gevechten in de hoofdstad Djoeba hadden Chinese blauwhelmen hun posten verlaten, hun wapens en munitie achterlatend. In een ander geval schoten blauwhelmen niet ter hulp toen een nabijgelegen kamp van hulpverleners werd aangevallen door het regeringsleger. Volgens een rapport weigerden Chinese en Ethiopische bataljons hun basis te verlaten. Ook de zes PoC-bases, waar zo'n 200.000 burgers werden opgevangen, werden al meermaals aangevallen.
Een rapport van António Guterres had aanbevolen de missie met twee maanden te verlengen, tot een strategische evaluatie van de operaties was afgerond.

## Achtergrond
In 2011 was Zuid-Soedan, na decennia van conflict om het olierijke gebied, onafhankelijk geworden van Soedan. Eind 2013 ontstond echter een politieke crisis tussen president Salva Kiir en voormalig vicepresident Riek Machar die uitdraaide op etnisch geweld en moordpartijen. Eind 2016 waren al meer dan 2,5 miljoen mensen op de vlucht geslagen, was een grote humanitaire crisis ontstaan en vreesde men bij de Verenigde Naties dat er een genocide op til was die niet gestopt zou kunnen worden door de 13.000 blauwhelmen die aanwezig waren.

## Inhoud
Het mandaat van de VN-missie in Zuid-Soedan werd verlengd tot 15 maart 2018.
Lijst ·  2337 ·  2338 ·  2339 ·  2340 ·  2341 ·  2342 ·  2343 ·  2344 ·  2345 ·  2346 ·  2347 ·  2348 ·  2349 ·  2350 ·  2351 ·  2352 ·  2353 ·  2354 ·  2355 ·  2356 ·  2357 ·  2358 ·  2359 ·  2360 ·  2361 ·  2362 ·  2363 ·  2364 ·  2365 ·  2366 ·  2367 ·  2368 ·  2369 ·  2370 ·  2371 ·  2372 ·  2373 ·  2374 ·  2375 ·  2376 ·  2377 ·  2378 ·  2379 ·  2380 ·  2381 ·  2382 ·  2383 ·  2384 ·  2385 ·  2386 ·  2387 ·  2388 ·  2389 ·  2390 ·  2391 ·  2392 ·  2393 ·  2394 ·  2395 ·  2396 ·  2397